# Railways Act 1921
Der Railways Act 1921, auch bekannt als Grouping Act, war ein im Jahr 1921 von der britischen Regierung unter David Lloyd George erlassenes Gesetz. Beabsichtigt war, die immer größer werdenden Verluste der 120 Eisenbahnunternehmen einzudämmen, die interne Konkurrenz zu verringern und einige jener Vorteile zu erhalten, die sich aus der staatlichen Kontrolle des Eisenbahnwesens während und nach dem Ersten Weltkrieg ergeben hatten. Zu diesem Zweck sollten alle Gesellschaften zu vier Unternehmen zusammengeschlossen werden.
Das britische Eisenbahnnetz war von Dutzenden von kleineren und größeren Gesellschaften aufgebaut worden, die in zahlreichen Gegenden in Konkurrenz standen. Während des Ersten Weltkriegs und bis 1921 standen alle Eisenbahnen unter staatlicher Kontrolle. Man erwog zwar die vollständige Verstaatlichung, rückte dann aber vorerst von diesem Konzept ab. Die Verstaatlichung wurde schließlich nach dem Zweiten Weltkrieg mit dem Transport Act 1947 vollzogen.
Bei der Beratung der Gesetzesvorlage beschloss das Parlament, die schottischen Gesellschaften, die ursprünglich eine eigenständige Gruppe bilden sollten, auf die Gruppen Midland/Nordwest bzw. Ost aufzuteilen. So sollte sichergestellt werden, dass die drei wichtigsten anglo-schottischen Stammstrecken auf ihrer gesamten Länge im Besitz jeweils eines einzigen Unternehmens sind: Die West Coast Main Line und die Midland Main Line sollten zur Gruppe Midland/Nordwest gehören, die East Coast Main Line zur Ostgruppe.
Das Gesetz trat am 1. Januar 1923 in Kraft. Bereits vor diesem Tag waren einzelne Fusionen vollzogen worden. Die vier neuen Unternehmen wurden als The Big Four („die Großen Vier“) bezeichnet. Es waren dies:
- London, Midland and Scottish Railway (LMS)
- Great Western Railway (GWR)
- London and North Eastern Railway (LNER)
- Southern Railway (SR)

Einzelne Strecken gehörten nicht zu den Großen Vier, zahlreiche wurden gemeinsam betrieben. Die größten dieser Gemeinschaftsunternehmen waren die Midland and Great Northern Joint Railway (LMS und LNER) in Ostengland und die Somerset and Dorset Joint Railway (LMS und SR) in Südwestengland.